# 51415 Тувіндер
51415 Тувіндер (51415 Tovinder) — астероїд головного поясу, відкритий 15 березня 2001 року.
Тіссеранів параметр щодо Юпітера — 3,574.